# 's All Right (曲)
「 's All Right」（オール・ライト）は、YOKO Black. Stoneのデビューミニアルバム『's All Right』からの1枚目のシングル。1998年1月23日にStyling Recordsから12インチシングルとしてリリースされたのち、1999年6月16日にStyling Records/GIZA studioからシングルCDとしてリリースされた。

## 概要
- 1997年に発表したミニアルバム『's All Right』からのシングルカット。表題曲の別バージョンとアルバム収録曲「GIVE IT 2 ME」の計4曲を収録している。
- のちに倉木麻衣が全米デビューシングル「Baby I Like」のカップリングとして一部歌詞を変更し、カバーした。

## 収録曲
1. 's All Right (Album Version)
2. 's All Right (Fire Stone Mix)
3. 's All Right (KOOL CUT)
4. GIVE IT 2 ME

## 1999年再発売版
1999年に発表したベスト・アルバム『THE ONE ABOUT ME』からの先行シングル、及びメジャーデビューシングルとしてStyling Records/GIZA studioからリリースされた。過去に発表された楽曲2曲と、表題曲のリミックスの計3曲を収録している。

### 概要
- 表題曲はのちにGIZA studio主宰のコンピレーションアルバム『GIZA studio 10th Anniversary Masterpiece BLEND 〜LOVE Side〜』（2008年）と『GIZA studio presents -Girls-』（2011年）にも収録された。

### 収録曲
1. 's All Right
2. Did I Hear You Say That You're In Love
3. 's All Right (Re-Mix)

### タイアップ
| # | タイトル     | タイアップ先                             |
| - | ------------ | ---------------------------------------- |
| 1 | 's All Right | テレビ朝日系『D's Garage21』テーマソング |